# جون فرانكلين (ممثل)
جون فرانكلين (بالإنجليزية: John Franklin)‏ مواليد 16 يونيو 1959 في بلو أيلاند، شيكاغو، إلينوي، الولايات المتحدة، هو ممثل أمريكي.

## الأعمال
- أطفال الذرة (1984)
- الجميلة والوحش (1988) (بدور: ينغ فنسنت)
- لعبة طفل (1988)
- ذيل الكلب (1997)
- ستار تريك: فوياجر (2000)

## روابط خارجية
- جون فرانكلين على موقع IMDb (الإنجليزية)
- جون فرانكلين على موقع ألو سيني (الفرنسية)
- جون فرانكلين على موقع أول موفي (الإنجليزية)
- جون فرانكلين على موقع قاعدة بيانات الأفلام السويدية (السويدية)
- جون فرانكلين على موقع قاعدة بيانات الفيلم (الإنجليزية)
- جون فرانكلين على موقع كينوبويسك (الروسية)